# Unoprostona
La unoprostona es un medicamento que se utiliza en forma de colirio oftálmico para tratar el glaucoma de ángulo abierto y la hipertensión ocular.
Es un análogo de la prostaglandina que está emparentado químicamente con otros fármacos de su misma familia: Bimatoprost, Latanoprost , Tafluprost y Travoprost. Todos ellos poseen las mismas indicaciones y comparten mecanismo de acción y efectos secundarios.